# 阪急三番街
阪急三番街（はんきゅうさんばんがい）は、大阪市北区芝田（梅田地区）の阪急電鉄大阪梅田駅構内下の階に併設されたショッピングセンターである。
地上部分もあるが、形式的に地下街に近い（国土交通省の定義では民有地の地下にある店舗は地下街ではないとされている）。地下に人工の川があることで知られる。

## 概要
1966年2月、第1期工事が着工。日本万国博覧会開幕を控えた1969年11月30日、現在の阪急梅田駅の拡張移築とともに「川が流れる街」をスローガンにして開業した。
水の都・大阪にふさわしいキタの新名所として、地下に人工の川を建設することになった。開業当時はトレヴィの泉にあやかってか、この川や池にコインを投げ込む客が相次いだ。
3階が駅のプラットホームでその下、地上2階から地下2階に渡り、さらに一階部分で間を通る道路を挟み南北に分かれる。
1971年11月28日、第2期工事が完成し、北館2階と地下1階の間の吹き抜け部分に人工の大滝（落差12m）、北館地下2階と地下1階を結ぶエスカレーターの隣に人工の三段滝が造られ、地下2階が「滝のある街」と命名された（その後リニューアルの際に、滝は全て撤去されている）。1973年11月23日、第3期工事が竣工し全館が完成した。
1984年に開業15周年を機に大改装が行われた。同年11月30日、専門店街「ホビーステーション」が開業する。
1990年春に開業20周年と花の万博開催に準じての改装が行われた。
各フロアごとににテーマ別に名前がつけられており、それぞれ多数の商店が並ぶ。
2017年4月27日に、北館リニューアルオープン。入場制限を行う店舗も現れた。
また、生きた建築ミュージアム・大阪セレクションに選定された。
しかし施設の老朽化などで阪急阪神HDは当施設や大阪新阪急ホテル、阪急ターミナルビルなどの再開発芝田1丁目計画で再整備することにしている。

## 施設構造
| 2階     | 南館 ライブ・スクエア 金融機関ほか                                 | 阪急電鉄大阪梅田駅                                                 | 阪急電鉄大阪梅田駅                   | 北館 フェスティブ・コート 物販店ほか     |
| 1階     | 南館 ライブ・スクエア 紀伊國屋書店ほか                             | 南館 ライブ・スクエア 紀伊國屋書店ほか                             | 阪急三番街高速バスターミナル         | 北館 フェスティブ・コート 飲食店・物販店 |
| 地下1階 | 南館 ファッション・ミュージアム 物販店・飲食店ほか                 | 南館 ファッション・ミュージアム 物販店・飲食店ほか                 | 北館 ホビー・ステーション 物販店ほか | 北館 ホビー・ステーション 物販店ほか     |
| 地下2階 | 南館 グルメ・ミュージアム 飲食店街（中央部を人工の川が流れている） | 南館 グルメ・ミュージアム 飲食店街（中央部を人工の川が流れている） | 北館 グルメ・ステーション 飲食店街   | 北館 グルメ・ステーション 飲食店街       |

地下部分で梅田の他の地下街（ホワイティうめだなど）や地下鉄梅田駅などと接続している。地下2階には、北館と南館を結ぶ連絡通路が東西に1本ずつ・合計2本ある(地下1階にはない)。また同じ阪急グループの商業施設である阪急ターミナルビル（阪急17番街）、同じ阪急梅田駅高架下の阪急かっぱ横丁・阪急古書のまちも隣接する。南館地上1階の西側には『北向地蔵尊』が祀られ、そこから北側に延びる通路や商店には「地蔵横丁通り」の名称が付けられている。元は明治時代の大阪駅の敷地から1893年(明治26年)に偶然掘り出された自然石彫りの地蔵菩薩像で、合わせて仏堂も建立されたが、阪急三番街の建設と共に現在の敷地に移された。

### 名前の由来
- 開業当時の住所「大阪市北区小深町3番地」より（現在は北区芝田1-1-3）[8]。
- この名前は当時新阪急ビルにあった「新阪急八番街」に倣ったものであり、神戸線、宝塚線、京都線の3幹線が集結することにもちなんでいる[3]。
- 候補には「阪急ターミナルタウン」「阪急ターミナルプラザ」「阪急リバータウン」などがあった[3]。

## 阪急プラザ劇場
阪急プラザ劇場（はんきゅうプラザげきじょう）は、かつて阪急三番街北館1階にあった映画館。
東京の新宿プラザ劇場（2008年11月7日閉館）と並ぶ、ディメンション150（D-150）方式の大型映画館として1969年11月30日、三番街の開業と同時に開場。座席数は910席で、全席指定の入替制を導入していた。
開館番組の「ウエスタン」を皮切りに、「ゴッドファーザー」「007 死ぬのは奴らだ」「キングコング」「オーメン」「未知との遭遇」「スター・ウォーズ」等東宝洋画系のヒット作や大作を上映した他、「風と共に去りぬ」「天地創造」「モダン・タイムス」など名作映画の上映もたまに行っていた。
15年間で187作品を上映してきたが、観客の減少により三番街の改装に際して1984年5月31日を以て閉館となった。改装後の跡地は専門店街「ホビーステーション」の一部になり、キデイランドと上新電機が入居し、上新電機の撤退後はユザワヤが進出した。さらに2017年のリニューアルでファッション・雑貨・キャラクターショップのフロアとなっている。

## かわいい水族館
北館1階のショッピングモールの通路を利用した「水族館通り」に、1984年（昭和59年）に阪急三番街の15周年記念事業として、入館料無料の「かわいい水族館」が設置された。幅約3m、高さ1.5mの水槽6基に150種2,000匹の規模で、沖縄県の八重山諸島や南太平洋のサンゴ礁で採取した熱帯性海水魚や淡水魚などの熱帯魚が主な展示物になっており、20年以上生きている魚や、レッドテールキャットなどもいた。飼育は熱帯魚店・トロピカル水草魚園「ウエダ」が担当し、餌やりは1日3回。週1回にダイバーが清掃し、展示内容を変更していた。日本中の水族館を見て回った中村元が『全国唯一の通路水族館』としている。
通路のリニューアルにより、2016年（平成28年）8月31日を以て閉館となった。飼育されていた魚は閉館後、全国各地の水族館に移籍している。北館のリニューアル後、跡地にはレゴのピースで作られた甲子園球場、阪急梅田駅、真田信繁の甲冑などの作品を展示するオブジェ博物館『阪急ブリックミュージアム』が設けられた。

## アクセス

### 鉄道
- 阪急電鉄 大阪梅田駅
- Osaka Metro 梅田駅・東梅田駅・西梅田駅
- JR 大阪駅
- 阪神電車 大阪梅田駅

### 高速バス
一階の南北分断する道路に面して高速バスのりばが位置している。
- 関東・東海方面 - 新宿・渋谷・池袋・東京・西船橋・TDR・幕張・千葉・横浜・静岡・清水
- 甲信越方面 - 駒ヶ根・伊那・箕輪・岡谷・上諏訪・茅野・松本・長野・三条燕・新潟
- 北陸方面 - 福井・金沢駅東口・富山
- 北近畿方面 - 有馬温泉・舞鶴・宮津・天橋立・城崎温泉・湯村温泉・浜坂
- 四国方面 - 洲本・鳴門・徳島・阿波池田・高松・丸亀・松山・道後温泉・八幡浜・高知
- 中国方面 - 新見・三次・鳥取・米子・松江・出雲・浜田・益田・津和野
- 九州方面 - 小倉・博多・天神

### 道路
- 新御堂筋（国道423号） 茶屋町ランプ
- 阪神高速11号池田線 梅田出入口
- 阪神高速12号守口線 扇町出入口・南森町出入口
  - 阪急梅田駅駐車場を利用

## 周辺情報
- ホワイティうめだ
- 茶屋町あるこ
- D.D.HOUSE
- 阪急かっぱ横丁
- 阪急古書のまち
- ABC-MART梅田ビル
- ヨドバシカメラマルチメディア梅田

## テーマソング
- 「わたしとあなたの阪急三番街」[13]
- 「愛の阪急三番街」
  - 作詞：岩谷時子、作曲：内藤法美、歌：鳳蘭 & 大原ますみ。1971年にシングル発売。
  - CDでは2010年5月発売のコンピレーション・アルバム『東宝レコード ヴァラエティ編 お尻の歌だもんね』に収録。
- 「川の流れる街で」
  - 作詞：公文健、作曲：石川大明、歌：島田歌穂。1990年発表。2023年現在も使用されている。
  - 当初は8cmシングルCDで発表されており、長らくアルバムには未収録だったが、2014年7月発売の島田のベスト・アルバム『MY GRATITUDE –All Time Best-』に収録された。

## 補足
- 1970年代から約30年間にわたってFM大阪の土曜昼12時台の番組スポンサー（「クロード・チアリのボンジュール三番街」、「おしゃれ20」など）を担当していたが、「HIBERNATION CLUB "The Dream Magic"」（DJ:別所哲也）の番組途中で阪急グループの阪急不動産に交代した。
- 1984年の改修工事までは北館2階と地下1階の間の吹き抜け部分に人工の大滝があり、地下2階に通じるエスカレーターの隣にある人工の三段滝に通じていた。後に当時の水不足で滝は停止され、改修工事で全て撤去された。
- 1990年の改修工事で、北館地下2階と地上1階の間の吹き抜け部分に噴水『アクアマジック』が設置された（改修以前は水時計やステンドグラスが設置された『ファンタジーの広場』と呼ばれていた）。開業当時の式典には当時の社長である小林公平が立ち会った。施設の老朽化と噴水の部品調達が困難になったことにより2017年6月4日で撤去され、イベントステージに改装された。
- 南館地下2階の『トレビの広場』は地下1階までの吹き抜け構造で螺旋階段があったが、バリアフリーでガラスの外壁が特徴のエレベーターに改装された。